# 历城路
历城路是中国上海市浦东新区内的一条街道，南北走向，北起耀华路，南至昌里路，全长488米。

## 周边建筑物
- 上海常青中学
- 上钢图书馆

## 交会道路（北向南）
- 耀华路
- 昌里路